# De bamboesnijder en het maanmeisje
De bamboesnijder en het maanmeisje is een hoorspel van Frank Herzen, vrij bewerkt naar de 10de-eeuwse Japanse legende Taketori Monogatari. De VARA zond het uit op woensdag 5 december 1973, met muziek van Bernard van Beurden, uitgevoerd door Letty de Jong, Marian di Giovanni en Judith van Rhijn (zang), Evert van Luit en Henk van der Donk (slagwerk). De regisseur was Ad Löbler. De uitzending duurde 68 minuten.

## Rolbezetting
- Hans Veerman (de verhalenverteller)
- Frans Somers (Sanugi no Miyako, de bamboesnijder)
- Eva Janssen (Kimi, zijn vrouw)
- Henny Orri (Kaguya, het maanmeisje)
- Peter Aryans (de Sadaijin Abe no Miushi)
- Paul Deen (de Mikado)
- Hans Karsenbarg (Tsuki-Yumi, de heerser van de maan)
- Piet Ekel (Heitaro)
- Tine Medema (Otohime)
- Bert Dijkstra (Hirabayashi)
- Nel Snel (Fusago)

## Inhoud
Zoals overal in de wereld trokken in vroeger tijden ook door het weidse Japanse land verhalenvertellers rond. In een tot hoorspel bewerkte Japanse oude legende laat de schrijver zo'n verteller aan het woord. Zijn geschiedenis handelt over de bamboesnijder Sanugi no Miyako, die treurt omdat hij geen kinderen heeft. Dan ontdekt hij in zijn rietveld een kind, nauwelijks groter dan een rijstkom en zo blank als het maanlicht. Hij brengt het kind, een meisje, naar zijn vrouw Kimi en er wordt feestgevierd. Ze noemen het meisje Kaguya, dat wil zeggen kostbaar slank bamboe van het rietveld. Ze groeit op tot het mooiste meisje van Japan en dan, aldus de verteller, beklimt de spin der hebzucht de gedachten van Sanugi. Hij zoekt een vrijer voor haar, maar zij is de dochter van de maan die niets van de aardse liefde weten wil, omdat haar schoonheid niet die van de stervelingen is…